# Weiden in der Oberpfalz
Weiden in der Oberpfalz (abreviatura: Weiden i.d.OPf.) es una ciudad alemana de Baviera. Es una de las ciudades-distrito dentro de la región del Alto Palatinado y tiene unos 42.058 habitantes (2009). La ciudad se sitúa a 100 km al este de Núremberg y a 35 km al oeste de la frontera con la República Checa.

## Enlaces externos

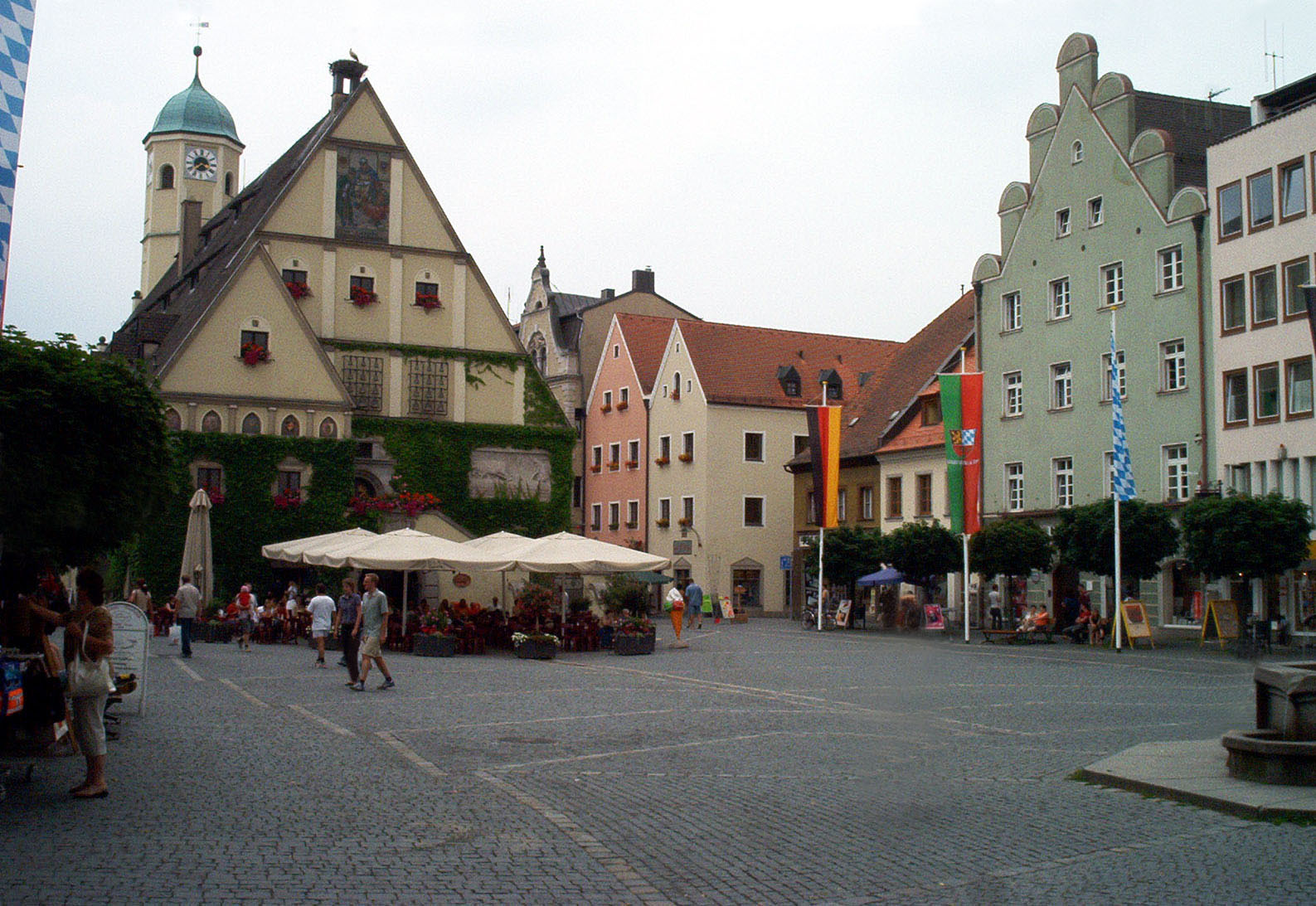
Oberer Markt.